# Dialisi (fisica)
La dialisi è un procedimento fisico con cui si separano una o più sostanze disciolte in un liquido, utilizzando una membrana semipermeabile che permette selettivamente il passaggio di alcune molecole.
Il moto delle sostanze è di tipo diffusivo, ovvero è dovuto essenzialmente alla differenza di concentrazione dei soluti tra i solventi nei due comparti e cessa una volta giunti all'equilibrio.
Tra solventi e soluti è importante il contributo dato dalla pressione osmotica (vedi osmosi).
Un altro fattore in grado di influenzare il moto delle sostanze è dato dal gradiente di pressione tra i due comparti, a condizione che venga ritenuto accettabile (o addirittura gradito, come nel caso della emodialisi) il transito di una certa quota di solvente dal comparto sottoposto a pressione maggiore rispetto all'altro: in queste condizioni il moto dei soluti avviene anche per convezione.

## Applicazioni
In medicina questi processi vengono utilizzati nella emodialisi, il trattamento sostitutivo della funzionalità renale, che consistono essenzialmente nell'eliminazione dell'urea e di altre scorie metaboliche, nel riequilibrio degli elettroliti e acido/base.